# Charlotte Mary Yonge
Charlotte Mary Yonge (Otterbourne, 11 agosto 1823 – Otterbourne, 24 maggio 1901) è stata una scrittrice, filantropa e insegnante britannica. La sua opera più nota, The Heir of Redclyffe, è tuttora in stampa. Oltre ai numerosi romanzi, scrisse storie per bambini, libri per la Scuola domenicale e saggi di storia; inoltre si occupò di onomastica. Per quarant'anni collaborò anche con il giornale The Monthly Packet, la prima rivista giovanile britannica, e per quindici anni scrisse per il Sunday Teaching. Verso la fine del 1890 cominciò anche a scrivere per Mothers in Council. 

## Biografia

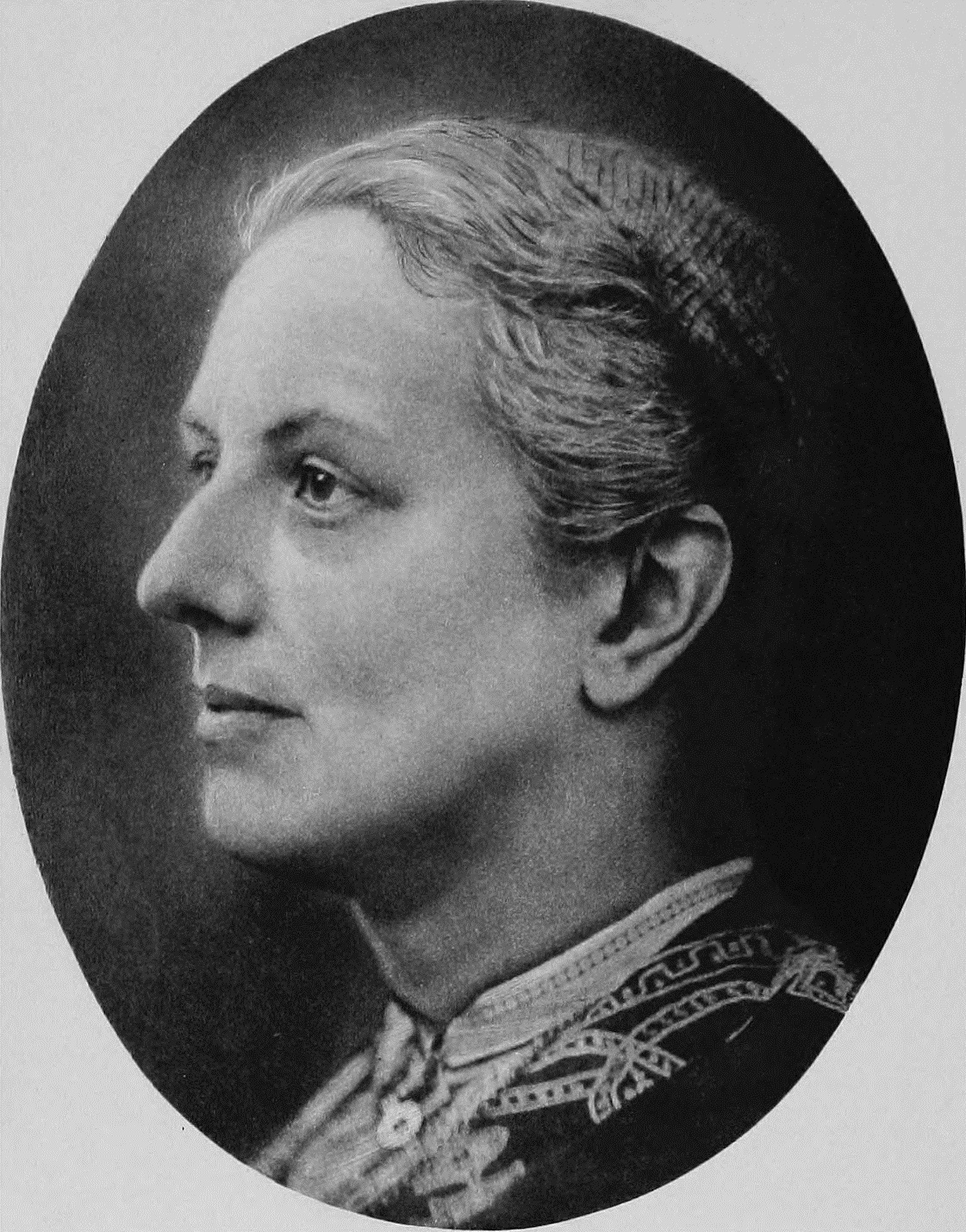
Charlotte Mary Yonge a circa 35 anni

Charlotte Mary Yonge nacque nel villaggio di Otterbourne, nell'Hampshire, da una grande famiglia molto religiosa: suo padre le insegnò matematica, francese e spagnolo. I genitori furono fra i primi ad interessarsi dell'istruzione dei poveri, e Charlotte frequentò la Scuola domenicale che essi stessi fecero costruire; già all'età di sette anni diventò lei stessa un'insegnante, lavoro che avrebbe svolto fino all'età di settantuno, anche se in seguito lei affermò che affidarle il ruolo a quell'età era stato un errore. I genitori lavorarono molto strettamente con i vicari del paese ed uno di essi, John Keble, divenne un importante punto di riferimento spirituale per Charlotte, che alla propria morte si fece seppellire vicina a lui. Fu Keble ad incoraggiare le sue doti di scrittrice: la sua carriera come tale si avviò già a quindici anni, quando una sua storia, Le Chateau de Melville, venne data alle stampe; alcune delle sue prime opere vennero pubblicate anonime. Divenne poi una fervente sostenitrice del Movimento di Oxford, che Keble aveva fondato.
Molto devota, non fece mai uso personale dei soldi ricavati dalla vendita dei suoi libri, devolvendoli invece alla Chiesa; questa scelta le sembrava talmente ovvia che si stupiva quando le veniva mostrata riconoscenza; la sua famiglia, del resto, aveva deciso che non era conveniente per una donna pubblicare opere a scopo di lucro, a meno che non avesse destinato i guadagni a quale causa meritevole. Ad esempio, dopo la pubblicazione di The Daisy Chain (1856), destinò i soldi ottenuti dalla vendita a un collegio missionario in Nuova Zelanda; fece beneficenza anche verso missioni in Melanesia, scrivendo inoltre la biografia del vescovo e martire John Coleridge Patteson (venerato come santo dalla Chiesa anglicana)..

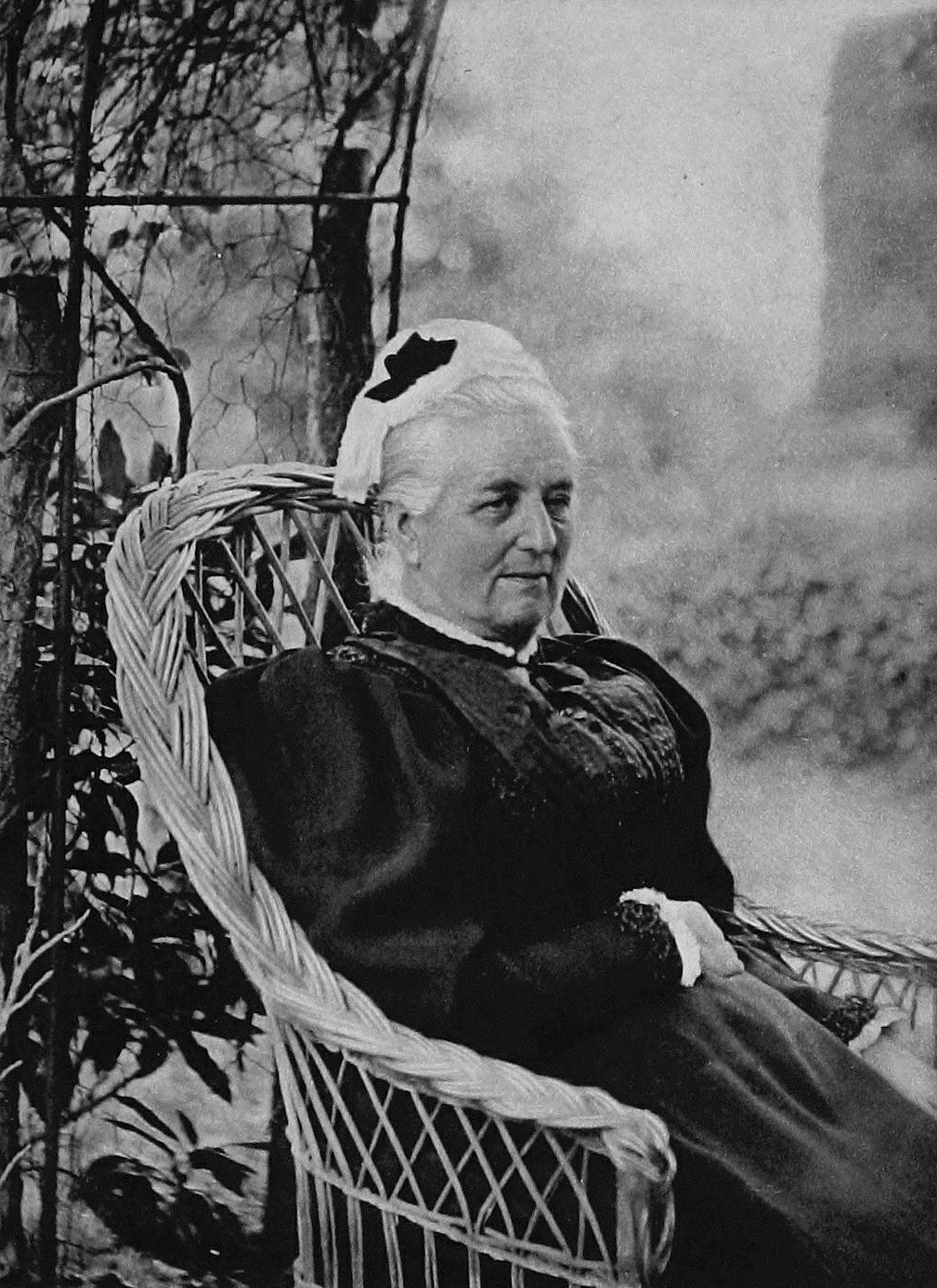
Charlotte Mary Yonge a 75 anni

Le descrizioni dei contemporanei la dipingono come una donna molto bella, ma del tutto priva di vanesia o cattiveria. Era calma, pacata e molto timida, sempre ben istruita e informata e dotata di buona memoria. Legata al suo villaggio natale, se ne allontanò una volta sola, per visitare la Normandia. Non si sposò mai, dedicandosi alla chiesa e all'insegnamento presso la scuola locale

### Successo letterario
Giunse al successo improvvisamente dopo la pubblicazione del suo romanzo The Heir of Redclyff, che divenne la più famosa fra le sue opere, e ne vennero stampate almeno ventidue edizioni. Il romanzo riscosse un grandissimo successo, tanto che il fratello di Charlotte scoprì che ogni soldato nel suo reggimento in Crimea ne aveva una copia, e molti contemporanei, fra cui anche personalità quali William Morris e Christina Rossetti, elessero Sir Guy Morville, il protagonista, ad una specie di idolo e modello; tra gli altri suoi ammiratori famosi si possono citare Alfred Tennyson e William Ewart Gladstone, e le sue opere sono state paragonate a quelle di Anthony Trollope e Jane Austen. L'influenza che i suoi libri, intrisi di una semplice morale cristiana, ebbero sulla pubblica opinione del tempo fu enorme, ed essi furono molto letti in tutto il Paese.

### Ultimi anni e morte
Al suo settantesimo compleanno, alcuni amici ed ammiratori le regalarono un libro pieno di firme di persone che apprezzavano le sue opere; congiuntamente, tali persone avevano avuto anche la possibilità di donare uno shilling. Il volume, finemente rilegato, le arrivò così accompagnato da 200 sterline, che lei usò per far costruire un lychgate per la chiesa di San Matteo di Otterbourne e per acquistare un intero servizio da tè completo di tavolino (su insistenza dei suoi amici, che volevano che comprasse anche qualcosa per sé)
Morì per cause naturali a 77 anni, nel 1901, lasciando numerosi scritti; è sepolta nel cimitero della chiesa di San Matteo di Otterbourne.

## Opere principali
- Abbey Church, or Self-control and Self-conceit (1844, anonima)
- Henrietta's Wish, of Domineering (1850, anonima)
- Kenneth, or the Rearguard of the Grand Army (1850, anonima)
- The Heir of Redclyffe (1853)
- Heartsease (1854)
- The Daisy Chain (1856)
- The Pigeon Pie: A tale of Roundhead Times (1860)
- The Clever Woman of the Family (1865)
- The Prince and the Page: a Story of the Last Crusade (1865)
- The Pillars of the House (1873)
- Modern Broods (1900)